# Festival de la Canción de San Remo 1999

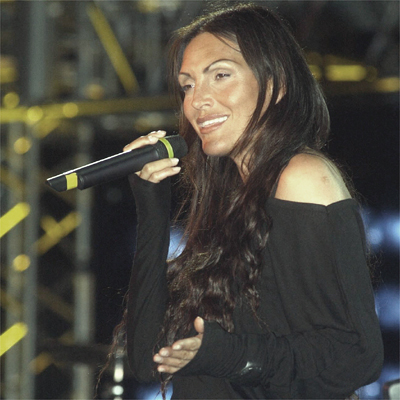
Anna Oxa

El cuadragésimo noveno Festival de la Canción de San Remo tuvo lugar en San Remo en el Teatro Ariston desde el 23 febrero al 27 de febrero de 1999.
El Festival fue conducido por Fabio Fazio, secundado por la actriz y modelo francés Laetitia Casta y del premio Nobel Renato Dulbecco.
La competencia canora fue vencida por Anna Oxa con el tema Sin piedad.
Entre las Nuevas propuestas triunfó Alex Britti con el tema Hoy soy yo.
La dirección artística estuvo a cargo de Fabio Fazio, la puesta en escena de Paolo Beldì, la escenografía de Armando Nobili y la orquesta fue dirigida por el maestro Gianfranco Lombardi.
Desde esta edición fue introducido el Premio Ciudad de Sanremo, como reconocimiento a la carrera, ganado este año por Ornella Vanoni.

## Clasificación, canciones y cantantes – Sección Campeones
| Posición | Canción                                   | Autores                                              | Artista                            |
| 1        | Sin piedad                                | (Alberto Salerno y Claudio Guidetti)                 | Anna Oxa                           |
| 2        | No te olvido (Si no estuvieran las nubes) | (Antonella Ruggiero, Kaballà, y Roberto Colombo)     | Antonella Ruggiero                 |
| 3        | Así es la vida                            | (Mariella Nava)                                      | Mariella Nava                      |
| 4        | Árboles                                   | (Enzo Gragnaniello)                                  | Enzo Gragnaniello y Ornella Vanoni |
| 5        | Lo zaino                                  | (Vasco Rossi y Gaetano Curreri)                      | Stadio                             |
| 6        | Todavía en vuelo                          | (Máximo Bizzarri, Pino Marcucci y Albano Carrisi)    | Al Bano                            |
| 7        | Un invierno para besar                    | (Marina Rei y Davide Pinelli)                        | Marina Rei                         |
| 8        | Sin chaqueta y corbata                    | (Carmine Tortora y Gaetano D'Ángelo)                 | Nino D'Ángelo                      |
| 9        | Aire                                      | (Daniele Silvestri)                                  | Daniele Silvestri                  |
| 10       | Mírame en los ojos                        | (Nada Malanima)                                      | Nada                               |
| 11       | Ámame Lara                                | (Edoardo Bechis, Fabrizio Consoli y Eugenio Finardi) | Eugenio Finardi                    |
| 12       | Donde dónde es                            | (Gatto Panceri)                                      | Gato Panceri                       |
| 13       | El día perfecto                           | (Gianluca Grignani)                                  | Gianluca Grignani                  |
| 14       | Como eres bonita                          | (Máximo Di Cataldo)                                  | Máximo De Cataldo                  |

## Clasifica, canciones y cantante – Sección Jóvenes
| Posición | Canción                         | Autores                                                          | Artista          |
| 1        | Hoy soy yo                      | (Alessandro Britti)                                              | Alex Britti      |
| 2        | Un día más                      | (Adelio Cogliati, Steve Galante y Vincenzo Thoma)                | Filippa Giordano |
| 3        | Un río en creciente             | (Leda Battisti)                                                  | Leda Battisti    |
| 4        | Ocurre que te amo               | (Valeriano Chiaravalle y Arianna Bergamaschi)                    | Arianna          |
| 5        | Ahora                           | (Daniele Groff)                                                  | Daniele Groff    |
| 6        | Ninguno puede parar este tiempo | (Stefano Cenci y Roberto Zappalorto)                             | Elena Cataneo    |
| 7        | Te amo que extraño              | (Mauro Spina, Francesca Chiara Casellati y Tank Palamara)        | Francesca Chiara |
| 8        | Una música puede hacer          | (Max Gazzè y Francesco Gazzè)                                    | Max Gazzè        |
| 9        | Puedes fiarte de mí             | (Allegra Lusini)                                                 | Allegra          |
| 10       | Nosotros no nos entendamos      | (Luca Urbani y Gabriele D'Amora)                                 | Soerba           |
| 11       | Rospo                           | (M. De Leonardis, V. Blanchi, S. Ricci, A. Costa y G. Costa)     | Quintorigo       |
| 12       | Little Darling                  | (Alessandro Baldinotti, Giulia Fasolino, Boris y Paolo Hollesch) | Boris            |
| 13       | En el centro del mundo          | (Andrea Bove)                                                    | Dr. Livingstone  |
| 14       | Cuando ella no está             | (Irene Lamedica, Steve Lucarelli y Roberto Baldi)                | Irene Lamedica   |

## Otros premios
- Premio Mía Martini de la Crítica Categoría Campeones: Daniele Silvestri – Aire
- Premio Mía Martini de la Crítica Categoría Nuevas Propuestas: Quintorigo – Rospo
- Premio Volar mejor Texto: Daniele Silvestri – Aire
- Premio Volar mejor Música: Mariella Nava – Así es la vida y Roberto Colombo y Antonella Ruggiero – No te olvido (si no estuvieran las nubes)
- Premio Volar mejor Arreglo: Quintorigo – Rospo
- Premio a la Carrera: Ornella Vanoni

## Reglamento y veladas
Una interpretación por tema:
1ª velada: exhibición de los 14 Campeones.
2ª velada: exhibición de 7 Campeones y de 7 Jóvenes.
3ª velada: exhibición de 7 Campeones y de 7 Jóvenes.
4ª velada: exhibición de los 14 Jóvenes y proclamación del ganador.
5ª velada: exhibición de los 14 Campeones y proclamación del ganador.

## Orquesta
La orquesta de la Rai fue dirigida por los maestros: Gianfranco Lombardi, Roberto Baldi, Stefano Barzan, Federico Capranica, Stefano Cenci, Valeriano Chiaravalle, Roberto Colombo, Gabriele Comeglio, Vittorio Cosma, Stefano Dionigi, Lucio Fabbri, Guido Facchini, Riccardo Galardini, Carlo Gaudiello, Margarita Graszyk, Umberto Iervolino, Madaski, Savio Riccardi, Renato Serio, Vince Tempera, Nuccio Tortora, Celso Valli, Peppe Vessicchio, Fio Zanotti.

## Jingle
Jingle musical con un mix de algunos momentos de las precedentes ediciones.

## Jurado de calidad
- Ennio Morricone (presidente)
- Umberto Bindi
- Toquinho
- Carlo Verdone
- José Carreras
- Fernanda Pivano
- Enrico Brizzi
- Amadeus
- Dario Salvatori
- Maurizio De Angelis

## Huéspedes
Estos los huéspedes que se han exhibido en el trascurso de las cinco veladas de esta edición del Festival de Sanremo:
- Anna Marchesini (cómica)
- Teo Teocoli (cómico)
- Michail Gorbačëv (premio Nobel para la Paz)
- Neil Armstrong (astronauta)
- Gustav Thöni (esquiador)
- Roberto Mancini (futbolista)
- Alessandro Del Piero (futbolista)
- Leslie Nielsen (actor)
- Michael Moore (director premio Oscar)
- Darlene Conley (actriz)
- Stefano Santucci (autor televisivo)
- Mago Silvan (prestigitador)
- Cher (cantante) – Believe
- Blur (grupo musical) – Tender
- Gianni Morandi (cantante) – Vida y Dejarse por amor
- Skunk Anansie (grupo musical) – Charlie Big Potato
- 5ive (grupo musical) – Everybody Get Up
- Ivano Fossati (cantante) – Mi hermano que mire el mundo y Una noche en Italia
- Riccardo Cocciante (cantante) – Margarita
- Cast de "Notre Dame de Paris" (cantantes)
- R.Y.M. (grupo musical) – Daysleeper y Lotus
- Emilia Rydberg (cantante) – Big Big World
- Franco Battiato (cantante) – Shock en My Town, Vidas paralelas y El mantel y la espiga
- Ricky Martin (cantante) – María, La Bomba y La copa de la vida
- Lenny Kravitz (cantante) – Thinking Of You
- Mariah Carey (cantante) –  I Still Believe
- Alanis Morissette (cantante) – Joinin' You

## Escuchas
Resultados de escuchas de las varias veladas, según detecciones Auditel.
| Primera TV Italia       | Tele-espectadores | Audiencia |
| ----------------------- | ----------------- | --------- |
| Primera velada          | 16 234 000        | 56,75%    |
| Segunda velada          | 13 755 000        | 49,37%    |
| Tercer velada           | 14 167 000        | 53,94%    |
| Cuarta velada           | 13 639 000        | 54,06%    |
| Velada final            | 15 649 000        | 64,08%    |
| Promedio de las veladas | 14 736 000        | 55,89%    |

## DopoFestival – Sanremo Nocturno
El Dopofestival estuvo conducido de Orietta Berti y Teo Teocoli con Fabio Fazio.

## Colocaciones en clasificación de los simples[1]
| Artista            | Simple                                    | Posición Màxima |
| ------------------ | ----------------------------------------- | --------------- |
| Marina Rei         | Un invierno para besar                    | 9               |
| Anna Oxa           | Sin piedad                                | 15              |
| Stadio             | Lo zaino                                  | 22              |
| Máximo Di Cataldo  | Como eres bonita                          | 25              |
| Antonella Ruggiero | No te olvido (si no estuvieran las nubes) | 26              |

## Organización
La organización estuvo editada por la Rai.